# Рената Батко
Рената Батко (на полски: Renata Batko) е полска геоложка, писателка и поетеса.

## Биография и творчество
Рената Батко е родена през 1963 г. в Краков, Полша. Завършва с магистърска степен специалност геология във Факултета по геология – Проучване и Педагогическия колеж на Университета за наука и технологии „Станислав Сташич“ в Краков.
Прави литературния се дебют през 2009 г. по време на Краковската нощ на поетите. Първата ѝ книга, стихосбирката „Къде е уплашен сънят“, е издадена през 2011 г. Тя е последвана от стихосбирките ѝ „Срещи“ и „Галактическа дантела“. През 2018 г. е публикуван сборника ѝ с разкази „Много, много див запад“.
Нейната поезия е публикувана в алманасите на Съюза на полските писатели и Творческата художествено-литературна асоциация, литературните и публицистични списания „Искра“ и „Ламели“, антологиите на „Поетична есен от Джурасик“ и „Поетични градини“, в международната антология на английски език „Любовта е като въздуха“ и в антологията на румънски език „Съвременна лирическа полонеза“, както и в други списания, антологии и алманаси. Прозаичните ѝ произведения (фейлетони, размисли) са публикувани в списание „Краковски писател“, в списание „Европейски литератори“ и на уебсайта на Краковския клон на Съюза на полските писатели Szuflada.net. Превеждана е на български, английски и румънски език.
Член е на краковската поетична група „Всеки“ и на международната литературна група „Квадрат“. От юни 2016 г. е почетен член на Литературен клуб „Яновски“.
Рената Батко живее със семейството си в Явожно, Южна Полша.

## Произведения

### Поезия
- Gdzie płoszy się sen (2011)[1][3]
- Spotkania (2013)
- Galaktyczne koronki (2015)

### Сборници
- Bardzo bardzo Dziki Zachód (2018) – разкази[1]